# Discofox
Le discofox ou disco-fox est une danse de couple caractérisée par des mouvements de style disco rapides et marqués. La danse contient des éléments du foxtrot classique avec des influences du swing, boogie woogie, two-step, de la danse disco et aussi de la salsa. Elle est apparue au début des années 1970 aux États-Unis, et arriva en Europe quelques années plus tard dans la scène disco dominée par la danse en solo, plus ou moins simultanément à l'apparition du Hustle (en) aux États-Unis. Les deux danses furent influencées par le film La Fièvre du samedi soir avec John Travolta. Le disco-fox (de foxtrot-disco ou foxtrot pour discothèques exiguës) est aussi connu sous différents noms tel que disco hustle, swing fox, disco swing, rock fox, beat fox, rockfox, tipp fox, together fox, Philadelphia-rock, three count hustle, international hustle et latin hustle, souvent écrit aussi bien avec que sans trait d'union. Le discofox est très populaire en Autriche, Allemagne, Pologne, Suisse et le devient également en Russie.

## Historique
Apparue vers la fin des années 1960 ou le début des années 1970 aux Etats-Unis, la danse arrive vers 1974 en Europe. La danse fut incorporée dans le Welttanzprogramm (en allemand : Programme mondial de danse) allemand en 1979. Elle devient une danse de compétition durant les années 1980 et les premiers championnats mondiaux se déroulent en 1992.
En Allemagne et en Suisse, le disco fox rivalise de popularité avec la salsa, étant dans certaines régions la danse la plus populaire. Ceci est peut-être grâce à la facilité avec laquelle les pas peuvent être enseignés. La danse est aussi enseignée en France, Australie, Autriche, Russie et en Suède, et dans une moindre mesure aux Pays-Bas. Presque tous les titres européens et mondiaux ont été décernés à des suisses. Le disco fox est très prédominant en Suisse, où il est enseigné dans de nombreuses écoles de danse et pratiqué socialement.

## Technique
Le discofox est une fusion d'éléments de différentes danses. On lui reconnaît des postures plutôt standard (du foxtrot et du quickstep) une liberté d'impovisation provienant du swing. Certaines techniques de pivots et déplacements sont comunes dans les danses latino-américaines telles que la samba le cha-cha-cha et le mambo. Les figures acrobatiques sont également présentes dans le rock'n'roll et le boogie woogie. Les figures durant lesquelles les partenaires dansent l'un autour de l'autre sont tirées de la samba,.

### Caractéristiques de la musique
Le discofox est typiquement dansé sur de la musique en 
 ou 
. La musique a un tempo d'environ 28 à 36 mesures par minute (112-144 bpm) comme la musique disco contemporaine. Généralement tout genre de musique avec ces caractéristiques convient, mais les genres prédominants sont plutôt la pop et la techno. Le pas de base étant exécuté sur trois temps, il est également possible de danser sur de la musique 
.

### Rythme des pas

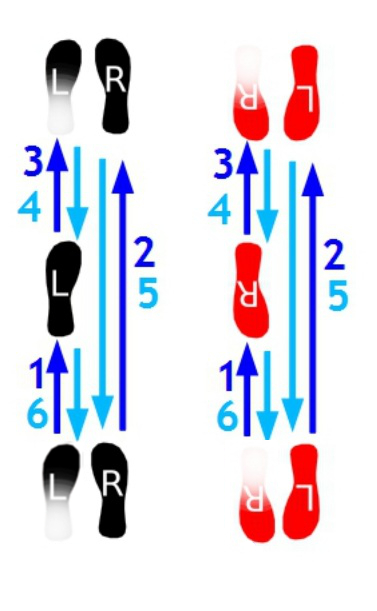
Pas de base à quatre pas (à gauche pour le guideur, à droite pour la suiveuse).

Le discofox est une danse asymétrique, c'est-à-dire que les pas ne sont pas toujours dansés sur une mesure entière. Le pas de base, par exemple, est exécuté sur trois temps. De nombreuses variations de rythme existent dans le pas de base du discofox, toujours sur trois temps. On différencie notamment les pas de base en trois pas avec ceux à quatre pas. Les différences sont illustrées dans le tableau ci-dessous:
```
Temps:                  1 . 2 . 3 . 4 . 1 . 2 . 3 . 4 .
------------------------------------------------------
base à 3 pas:          |X   X   t  |X   X   t  |X  ...
base à 4 pas (1 2&3):  |X   X x X  |X   X x X  |X  ...
base à 4 pas (1 2a3):  |X   X  xX  |X   X  xX  |X  ...
base à 4 pas (1 2 3&): |X   X   X x|X   X   X x|X  ...

 Légende: X = Pas sur un temps, x = Pas entre les temps, t = Tap (Pose de pied sans transfert de poids),
        | ... | = figure de base.
```